# Ammeloer Venn
Das Ammeloer Venn ist ein etwa 70 ha großes Naturschutzgebiet auf dem Stadtgebiet von Vreden im Kreis Borken in Nordrhein-Westfalen.

## Lage, Ökologie
Das Ammeloer Venn liegt nördlich von Ammeloe im münsterländischen Kreis Borken. Es ist ein ehemaliges Hochmoor mit weitgehend offenen Moorflächen. Die Moorflächen setzen sich nördlich auf niederländischem Staatsgebiet weiter fort. In den Senken des Venns lassen sich Heidegewächse und Torfmoose finden. Außerdem ist der Wasserfrosch hier beheimatet.

## Tourismus
Das Ammeloer Venn ist an das Radverkehrsnetzes NRW angebunden (Wabe 55) und liegt an der grenzüberschreitenden Radroute 8-er de grens. Der Knotenpunkt 79 und damit der Anschluss an das niederländische Knotenpunktsystem liegt östlich des Naturschutzgebiets direkt auf der niederländisch-deutschen Grenze.
Etwas weiter östlich schließen sich die beiden Naturschutzgebiete Lüntener Wald und Lüntener Fischteiche an.
Westlich des Ammeloer Venns, dort wo die Grenze zu den Niederlanden eine Ecke bildet, befindet sich der Grenzstein Nr. 1, der im Jahre 1773 im Zusammenhang mit der Burloer Konvention gesetzt wurde.